# كاستلوكيو فالمادجوري
كاستلوكيو فالمادجوري (بالإيطالية: Castelluccio Valmaggiore)‏ هي بلدية في مقاطعة فودجا في إقليم بوليا الإيطالي.

## السكان
في سنة 1861 بلغ عدد السكان 2٬655 نسمة، وتطور العدد ليصل في سنة 2011 لـ 1٬331 نسمة.
يظهر هذا المخطط البياني تطور النمو السكاني لـ كاستلوكيو فالمادجوري